# Batevito
Batevito är en ort i Mexiko.   Den ligger i kommunen Benito Juárez och delstaten Sonora, i den västra delen av landet, 1 400 km nordväst om huvudstaden Mexico City. Batevito ligger 15 meter över havet och antalet invånare är 453.
Terrängen runt Batevito är mycket platt. Runt Batevito är det ganska glesbefolkat, med 34 invånare per kvadratkilometer. Närmaste större samhälle är Villa Juarez, 3,6 km öster om Batevito. Trakten runt Batevito består till största delen av jordbruksmark.